# George Frederick Boyle
George Frederick Boyle (ur. 29 czerwca 1886 w Sydney, zm. 20 czerwca 1948 w Filadelfii) – amerykański pianista i kompozytor pochodzenia australijskiego.

## Życiorys
Kształcił się w Berlinie u Ferruccio Busoniego. W 1910 roku osiadł w Stanach Zjednoczonych. Wykładał w Peabody Conservatory of Music w Baltimore (1910–1922), Curtis Institute of Music w Filadelfii (1924–1926) i Institute of Musical Art w Nowym Jorku (1927–1939). Skomponował m.in. Symphonic Fantasy na orkiestrę (1915), Aubade na orkiestrę (1916), Koncert fortepianowy (1911), Koncert wiolonczelowy (1918), Concertino na fortepian i orkiestrę (1936), Ballade élègiaque na skrzypce, wiolonczelę i fortepian (1933), 3 tria fortepianowe, sonaty na skrzypce, altówkę i wiolonczelę, utwory fortepianowe, około 50 pieśni.